# Artur Boruc
Artur Boruc (uitspraak: [ˈartur ˈbɔrut͡s], ong. artoer boroets) (Siedlce, 20 februari 1980) is een Pools doelman in het betaald voetbal. Hij verruilde Southampton in 2015 voor AFC Bournemouth, dat hem het voorgaande seizoen al huurde. Boruc was van 2004 tot en met 2017 international in het Pools voetbalelftal, waarvoor hij 65 interlands speelde

## Clubcarrière
Boruc maakte zijn profdebuut in het seizoen 2001/02 in het eerste elftal van Legia Warszawa. Aanvankelijk stond hij daar in de pikorde onder Radostin Stanew, maar tijdens het seizoen 2003/04 werd hij eerste doelman. Na vier seizoenen in Polen maakte Boruc in de zomer van 2005 de overstap naar Celtic FC, waar hij van begin af aan eerste doelman was. Daar kreeg hij de bijnaam 'The Holy Goalie' daar Boruc een diepgelovig Christen is.
Boruc tekende in juli 2010 een tweejarig contract bij Fiorentina, dat € 3.000.000,- voor hem betaalde aan Celtic FC.
Op 22 september 2012 tekende Boruc bij Southampton, waar hij moest gaan concurreren met Kelvin Davis en Paulo Gazzaniga. Nadat hij daarmee twee seizoenen in de Premier League speelde, verhuurde de club hem gedurende het seizoen 2014/15 aan AFC Bournemouth. Daarmee werd Boruc dat jaar kampioen in de Championship. Na afloop van het seizoen nam Bournemouth hem transfervrij over van Southampton. Het gaf hem een contract voor één jaar met een optie voor nog een seizoen. Nadat Boruc zich in 2015/16 met Bournemouth behield in de Premier League zag de club af van die optie en kreeg hij in juni 2016 een nieuw eenjarig contract.

## Clubstatistieken
| Seizoen    | Club              | Competitie              | Duels | Goals |
| ---------- | ----------------- | ----------------------- | ----- | ----- |
| 2001/02    | Legia Warszawa    | Ekstraklasa             | 5     | 0     |
| 2002/03    | Legia Warszawa    | Ekstraklasa             | 12    | 0     |
| 2003/04    | Legia Warszawa    | Ekstraklasa             | 26    | 0     |
| 2004/05    | Legia Warszawa    | Ekstraklasa             | 26    | 0     |
| 2005/06    | Celtic            | Scottish Premier League | 35    | 0     |
| 2006/07    | Celtic            | Scottish Premier League | 36    | 0     |
| 2007/08    | Celtic            | Scottish Premier League | 5     | 0     |
| 2008/09    | Celtic            | Scottish Premier League | 34    | 0     |
| 2009/10    | Celtic            | Scottish Premier League | 28    | 0     |
| 2010/11    | Fiorentina        | Serie A                 | 26    | 0     |
| 2011/12    | Fiorentina        | Serie A                 | 36    | 0     |
| 2012/13    | Southampton       | Premier League          | 20    | 0     |
| 2013/14    | Southampton       | Premier League          | 29    | 0     |
| 2014/15    | → AFC Bournemouth | Championship            | 37    | 0     |
| 2015/16    | AFC Bournemouth   | Premier League          | 32    | 0     |
| 2016/17    | AFC Bournemouth   | Premier League          | 35    | 0     |
| 2017/18    | AFC Bournemouth   | Premier League          | 0     | 0     |
| 2018/19    | AFC Bournemouth   | Premier League          | 9     | 0     |
| Bijgewerkt | 9 april 2019      |                         | 431   | 0     |

## Interlandcarrière
Boruc speelde zijn eerste interland in het Pools voetbalelftal op 28 april 2004, tegen Ierland (0-0). Hij maakte daarna deel uit van de Poolse nationale selecties voor onder meer het WK 2006 en het het EK 2008. Bondscoach Adam Nawałka nam Boruc als reservedoelman mee naar het Europees kampioenschap 2016 in Frankrijk. Polen werd in de kwartfinale na strafschoppen uitgeschakeld door Portugal (1–1, 3–5). Jakub Błaszczykowski was de enige speler die miste.
Boruc was gedurende zijn interlandcarrière regelmatig reservedoelman achter Łukasz Fabiański en Wojciech Szczęsny. Hij kwam tot en met 2016 tot 64 interlands. Boruc maakte in maart 2017 bekend te stoppen als international.
| Interlands van Artur Boruc voor Polen | Interlands van Artur Boruc voor Polen | Interlands van Artur Boruc voor Polen | Interlands van Artur Boruc voor Polen | Interlands van Artur Boruc voor Polen | Interlands van Artur Boruc voor Polen |
| №                                     | Datum                                 | Wedstrijd                             | Uitslag                               | Competitie                            |                                       |
| ------------------------------------- | ------------------------------------- | ------------------------------------- | ------------------------------------- | ------------------------------------- | ------------------------------------- |
| 1                                     | 28 Apr 2004                           | Polen – Ierland                       | 0–0                                   | Vriendschappelijk                     |                                       |
| 2                                     | 29 May 2004                           | Polen – Griekenland                   | 1–0                                   | Vriendschappelijk                     |                                       |
| 3                                     | 11 Jul 2004                           | Verenigde Staten – Polen              | 1–1                                   | Vriendschappelijk                     |                                       |
| 4                                     | 18 Aug 2004                           | Polen – Denemarken                    | 1–5                                   | Vriendschappelijk                     |                                       |
| 5                                     | 09 Feb 2005                           | Polen – Wit-Rusland                   | 1–3                                   | Vriendschappelijk                     |                                       |
| 6                                     | 27 Apr 2005                           | Mexico – Polen                        | 1–1                                   | Vriendschappelijk                     |                                       |
| 7                                     | 29 May 2005                           | Polen – Albanië                       | 1–0                                   | Vriendschappelijk                     |                                       |
| 8                                     | 17 Aug 2005                           | Israël – Polen                        | 2–3                                   | Vriendschappelijk                     |                                       |
| 9                                     | 03 Sep 2005                           | Polen – Oostenrijk                    | 3–2                                   | WK-kwalificatie                       |                                       |
| 10                                    | 07 Sep 2005                           | Polen – Wales                         | 1–0                                   | WK-kwalificatie                       |                                       |
| 11                                    | 07 Oct 2005                           | Polen – IJsland                       | 3–2                                   | Vriendschappelijk                     |                                       |
| 12                                    | 12 Oct 2005                           | Engeland – Polen                      | 2–1                                   | WK-kwalificatie                       |                                       |
| 13                                    | 13 Nov 2005                           | Ecuador – Polen                       | 0–3                                   | Vriendschappelijk                     |                                       |
| 14                                    | 01 Mar 2006                           | Verenigde Staten – Polen              | 1–0                                   | Vriendschappelijk                     |                                       |
| 15                                    | 14 May 2006                           | Polen – Faeröer                       | 4–0                                   | Vriendschappelijk                     |                                       |
| 16                                    | 30 May 2006                           | Polen – Colombia                      | 1–2                                   | Vriendschappelijk                     |                                       |
| 17                                    | 03 Jun 2006                           | Kroatië – Polen                       | 0–1                                   | Vriendschappelijk                     |                                       |
| 18                                    | 09 Jun 2006                           | Polen – Ecuador                       | 0–2                                   | WK-eindronde                          |                                       |
| 19                                    | 14 Jun 2006                           | Duitsland – Polen                     | 1–0                                   | WK-eindronde                          |                                       |
| 20                                    | 20 Jun 2006                           | Costa Rica – Polen                    | 1–2                                   | WK-eindronde                          |                                       |
| 21                                    | 15 Nov 2006                           | België – Polen                        | 0–1                                   | EK-kwalificatie                       |                                       |
| 22                                    | 07 Feb 2007                           | Polen – Slowakije                     | 2–2                                   | Vriendschappelijk                     |                                       |
| 23                                    | 24 Mar 2007                           | Polen – Azerbeidzjan                  | 5–0                                   | EK-kwalificatie                       |                                       |
| 24                                    | 28 Mar 2007                           | Polen – Armenië                       | 1–0                                   | EK-kwalificatie                       |                                       |
| 25                                    | 02 Jun 2007                           | Azerbeidzjan – Polen                  | 1–3                                   | EK-kwalificatie                       |                                       |
| 26                                    | 06 Jun 2007                           | Armenië – Polen                       | 1–0                                   | EK-kwalificatie                       |                                       |
| 27                                    | 22 Aug 2007                           | Rusland – Polen                       | 2–2                                   | Vriendschappelijk                     |                                       |
| 28                                    | 08 Sep 2007                           | Portugal – Polen                      | 2–2                                   | EK-kwalificatie                       |                                       |
| 29                                    | 12 Sep 2007                           | Finland – Polen                       | 0–0                                   | EK-kwalificatie                       |                                       |
| 30                                    | 13 Oct 2007                           | Polen – Kazachstan                    | 3–1                                   | EK-kwalificatie                       |                                       |
| 31                                    | 17 Nov 2007                           | Polen – België                        | 2–0                                   | EK-kwalificatie                       |                                       |
| 32                                    | 06 Feb 2008                           | Polen – Tsjechië                      | 2–0                                   | Vriendschappelijk                     |                                       |
| 33                                    | 26 Mar 2008                           | Polen – Verenigde Staten              | 0–3                                   | Vriendschappelijk                     |                                       |
| 34                                    | 01 Jun 2008                           | Polen – Denemarken                    | 1–1                                   | Vriendschappelijk                     |                                       |
| 35                                    | 08 Jun 2008                           | Duitsland – Polen                     | 2–0                                   | EK-eindronde                          |                                       |
| 36                                    | 12 Jun 2008                           | Oostenrijk – Polen                    | 1–1                                   | EK-eindronde                          |                                       |
| 37                                    | 16 Jun 2008                           | Kroatië – Polen                       | 1–0                                   | EK-eindronde                          |                                       |
| 38                                    | 11 Oct 2008                           | Polen – Tsjechië                      | 2–1                                   | WK-kwalificatie                       |                                       |
| 39                                    | 15 Oct 2008                           | Slowakije – Polen                     | 2–1                                   | WK-kwalificatie                       |                                       |
| 40                                    | 11 Feb 2009                           | Wales – Polen                         | 0–1                                   | Vriendschappelijk                     |                                       |
| 41                                    | 28 Mar 2009                           | Noord-Ierland – Polen                 | 3–2                                   | WK-kwalificatie                       |                                       |
| 42                                    | 12 Aug 2009                           | Polen – Griekenland                   | 2–0                                   | Vriendschappelijk                     |                                       |
| 43                                    | 05 Sep 2009                           | Polen – Noord-Ierland                 | 1–1                                   | WK-kwalificatie                       |                                       |
| 44                                    | 09 Sep 2009                           | Slovenië – Polen                      | 3–0                                   | WK-kwalificatie                       |                                       |
| 45                                    | 04 Sep 2010                           | Polen – Oekraïne                      | 1–1                                   | Vriendschappelijk                     |                                       |
| 46                                    | 09 Oct 2010                           | Verenigde Staten – Polen              | 2–2                                   | Vriendschappelijk                     |                                       |
| 47                                    | 06 Feb 2013                           | Ierland – Polen                       | 2–0                                   | Vriendschappelijk                     |                                       |
| 48                                    | 22 Mar 2013                           | Polen – Oekraïne                      | 1–3                                   | WK-kwalificatie                       |                                       |
| 49                                    | 26 Mar 2013                           | Polen – San Marino                    | 5–0                                   | WK-kwalificatie                       |                                       |
| 50                                    | 04 Jun 2013                           | Polen – Liechtenstein                 | 2–0                                   | Vriendschappelijk                     |                                       |
| 51                                    | 07 Jun 2013                           | Moldavië – Polen                      | 1–1                                   | WK-kwalificatie                       |                                       |
| 52                                    | 14 Aug 2013                           | Polen – Denemarken                    | 3–2                                   | Vriendschappelijk                     |                                       |
| 53                                    | 06 Sep 2013                           | Polen – Montenegro                    | 1–1                                   | WK-kwalificatie                       |                                       |
| 54                                    | 10 Sep 2013                           | San Marino – Polen                    | 1–5                                   | WK-kwalificatie                       |                                       |
| 55                                    | 11 Oct 2013                           | Oekraïne – Polen                      | 1–0                                   | WK-kwalificatie                       |                                       |
| 56                                    | 15 Nov 2013                           | Polen – Slowakije                     | 0–2                                   | Vriendschappelijk                     |                                       |
| 57                                    | 13 May 2014                           | Duitsland – Polen                     | 0–0                                   | Vriendschappelijk                     |                                       |
| 58                                    | 06 Jun 2014                           | Polen – Litouwen                      | 2–1                                   | Vriendschappelijk                     |                                       |
| 59                                    | 18 Nov 2014                           | Polen – Zwitserland                   | 2–2                                   | Vriendschappelijk                     |                                       |
| 60                                    | 16 Jun 2015                           | Polen – Griekenland                   | 0–0                                   | Vriendschappelijk                     |                                       |
| 61                                    | 17 Nov 2015                           | Polen – Tsjechië                      | 3–1                                   | Vriendschappelijk                     |                                       |
| 62                                    | 26 Mar 2016                           | Polen – Finland                       | 5–0                                   | Vriendschappelijk                     |                                       |
| 63                                    | 06 Jun 2016                           | Polen – Litouwen                      | 0–0                                   | Vriendschappelijk                     |                                       |
| 64                                    | 14 Nov 2016                           | Polen – Slovenië                      | 1–1                                   | Vriendschappelijk                     |                                       |

## Erelijst
| Competitie                       |                |                           |                |                |
| Competitie                       | Aantal         | Jaren                     |                |                |
| Legia Warschau                   | Legia Warschau | Legia Warschau            | Legia Warschau | Legia Warschau |
| -------------------------------- | -------------- | ------------------------- | -------------- | -------------- |
| Kampioen Ekstraklasa             | 1x             | 2001/02                   |                |                |
| Puchar Ligi                      | 1x             | 2001/02                   |                |                |
| Celtic                           |                |                           |                |                |
| Kampioen Scottish Premier League | 3x             | 2005/06, 2006/07, 2007/08 |                |                |
| Scottish Cup                     | 1x             | 2006/07                   |                |                |
| Scottish League Cup              | 2x             | 2005/06, 2008/09          |                |                |
| AFC Bournemouth                  |                |                           |                |                |
| Kampioen Championship            | 1x             | 2014/15                   |                |                |